# Frimurarkors

Frimurarkors.

Frimurarkors är ett georgskors av bestämda proportioner som fastställdes av Sveriges kung Gustav V den 3 februari 1928. Korset tecknas i en tänkt kvadrat där varje sida har en bredd av åtta enheter. Mitten av korset är en kvadrat med sidan en enhet och korsarmarnas yttre sidor har ett mått av fyra enheter. Mellan de inre spetsarna skall alltså en kvadrat kunna inskrivas med en enhets sida.
Korset är sedan 1996 ett av Svenska Frimurare Orden registrerat varumärke.
I Svenska Frimurare Orden och de övriga frimurarordnar som arbetar efter det Svenska systemet är frimurarkorset en lika vanligt förekommande symbol som de i övriga frimureriet förekommande symbolerna; vinkelhaken och passaren.
Frimurarkorset skall inte förväxlas med det snarlika mantuanska korset som har utsvängda armar med konkava sidor. Järnkorset är ett exempel på ett mantuanskt kors, som alltså inte skall förväxlas med ett frimurarkors ritat endast med svarta konturer.
Frimurarkorset skiljer sig däremot markant från ett malteserkors vars spjutspetsar möts helt i centrum och alltså inte bildar en kvadrat i centrum som frimurarkorset.